# Schistidium streptophyllum
Schistidium streptophyllum är en bladmossart som beskrevs av Theodor Carl Karl Julius Herzog 1916. Schistidium streptophyllum ingår i släktet blommossor, och familjen Grimmiaceae. Inga underarter finns listade i Catalogue of Life.